# Margo MacDonald

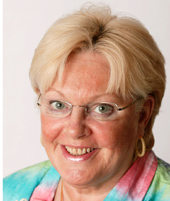
Margo MacDonald

Margo MacDonald (* 19. April 1943 in Hamilton; † 4. April 2014) war eine schottische Politikerin und ehemaliges Mitglied der separatistischen Scottish National Party. MacDonald besuchte die Hamilton Academy und das Dunfermline College. Anschließend war sie kurz als Lehrerin, dann als freischaffende Journalistin und letztlich im Mediensektor tätig. Sie war mit dem Politiker Jim Sillars verheiratet.

## Britisches Unterhaus
Erstmals trat Gray bei den Britischen Unterhauswahlen 1970 zu nationalen Wahlen an. Sie bewarb sich um das Direktmandat des Wahlkreises Paisley, erhielt jedoch nur rund 7,3 % der Stimmen. 1973 bewarb sie sich bei den Neuwahlen im Wahlkreis Glasgow Govan um das Direktmandat. Sie erhielt die höchste Stimmenanzahl und zog erstmals in das House of Commons ein. Bei den folgenden Unterhauswahlen im Februar 1974 verlor sie ihren Parlamentssitz an den Labour-Politiker Harry Selby. Ihre Amtszeit betrug somit nur 112 Tage. Bei den Britischen Unterhauswahlen Oktober 1974 konnte sie ihr Mandat nicht zurückgewinnen. Zwischen 1974 und 1979 war sie dann stellvertretende Parteichefin der SNP. Ein letztes Mal versuchte MacDonald, bei den Neuwahlen im Wahlkreis Hamilton im Jahre 1978 einen Sitz im Unterhaus zu erringen, unterlag jedoch dem Labour-Kandidaten George Robertson.

## Schottisches Parlament
Zu den ersten Schottischen Parlamentswahlen 1999 bewarb sich MacDonald um das Direktmandat des Wahlkreises Edinburgh South, unterlag aber dem Labour-Kandidaten Angus MacKay. Da sie auch auf dem ersten Rang der Regionalwahlliste der SNP für die Wahlregion Lothians gesetzt war, zog sie infolge des Wahlergebnisses als einer von sieben Kandidaten der Wahlliste in das neugeschaffene Schottische Parlament ein. Nach parteiinternen Unstimmigkeiten wurde MacDonald auf der Regionalwahlliste für die Parlamentswahlen 2003 vom ersten auf den fünften Rang gesetzt, wodurch ihre Wiederwahl praktisch ausgeschlossen war. Als Reaktion darauf kündigte sie an, als unabhängige Kandidatin anzutreten, und wurde in der Folge aus der SNP ausgeschlossen. Bei den Wahlen konnte sie als unabhängige Kandidatin 10,2 % der Stimmen auf sich vereinen und verteidigte damit ihren Parlamentssitz. Bei den Parlamentswahlen in den Jahren 2007 und 2011 verteidigte sie abermals jeweils ihr Mandat. Mit MacDonalds Ableben im April 2014 reduzierte sich erstmals die Anzahl der Abgeordneten im schottischen Parlament während einer Wahlperiode. Da für sie, als unabhängige Listenkandidatin, kein Nachfolger existieren kann, blieb der Sitz bis zu den folgenden Parlamentswahlen unbesetzt.